# Nymphargus spilotus
Nymphargus spilotus är en groddjursart som först beskrevs av Pedro M. Ruiz-Carranza och Lynch 1997.  Nymphargus spilotus ingår i släktet Nymphargus och familjen glasgrodor. IUCN kategoriserar arten globalt som otillräckligt studerad. Inga underarter finns listade i Catalogue of Life.